# Aghdzjkasar
Aghdzjkasar (armeniska: Աղջկասար) är ett berg i Armenien. Det ligger i provinsen Siunik, i den sydöstra delen av landet, 190 kilometer sydost om huvudstaden Jerevan. Toppen på Aghdzjkasar är 1 783 meter över havet, eller 21 meter över den omgivande terrängen. Bredden vid basen är 0,09 km.
Terrängen runt Aghdzjkasar är huvudsakligen lite bergig.  Närmaste större samhälle är Kapan, 12,2 kilometer söder om Aghdzjkasar. 
Omgivningarna runt Aghdzjkasar är en mosaik av jordbruksmark och naturlig växtlighet. Runt Aghdzjkasar är det ganska glesbefolkat, med 42 invånare per kvadratkilometer.